# Mercedes Funes
Mercedes Romina Funes (Rosario, 1º gennaio 1979) è un'attrice argentina.

## Biografia
Nasce a Rosario, Santa Fe il 1º gennaio 1979, dopo poco tempo si è trasferita con la famiglia a Buenos Aires. A 10 anni ha convinto i suoi genitori a portarla a un casting dove è stata presa e così ha inizio la sua carriera come attrice con Superclán.
Nel 1994 partecipò a La forza dell'amore (Nano) e grazie a quella telenovela ha potuto cominciare a realizzare partecipazioni importanti in Cebollitas nel 1997 e Gasoleros nel 1998; nello stesso anno partecipò anche a Muñeca brava. Nel 1999 recita nel film No muertos insieme a Maxi Ghione. Nel 2000 lavora nelle telenovele Calientes e Ilusiones compartidas insieme a Nicolás Vázquez. Nel 2002 ha anche partecipato a Son amores. Durante il 2003 lavora nel film Cautiva, e nel 2004 interpreta Nora uno dei cattivi della serie Padre Coraje.
Per il 2005 lavora in El graduado insieme a Nacha Guevara e Felipe Colombo. Durante il 2005 ha partecipato a ¿Quién es el jefe? e Botines, sempre nel 2005 ha partecipato a qualche puntata della seconda stagione di Flor - Speciale come te, nel ruolo di Miranda. Nel 2006 a Juanita, la soltera dove interpreta l'antagonista della storia. Nel 2008 interpreta Leidi in B&B. Nel 2009-2010 ha preso parte dell'elenco della opera di teatro Illia (¿Quién va a pagar todo esto?), nello stesso anno l'attrice è convocata di nuovo da Cris Morena per interpretare Luz in Teen Angels 3ª e 4ª stagione. Sempre nel 2010 è la protagonista del videoclip Mi vida con vos con la pertecipazione del cantante Patricio Arellano.
Nel 2011 è chiamata a prendere parte al cast di Cuando me sonreís, come controfigura della protagonista. Inoltre prende parte a Te voy a matar, mamá progetto per il quale riceve la nomina al premio ACE. Partecipa anche insieme a Fabio Di Tomaso all'opera teatrale Los fantasmas de la patria (Ay matria mía). Nel 2012 prende parte al cast della serie Boyando e nel 2013 Le prénom (El nombre), e sempre in quest'anno prende parte alla serie di Cris Morena Aliados nei panni della mamma di Azul. Nel 2016 è la protagonista di Yo soy así, Tita de Buenos Aires. Nel 2017 inizia il tour nell'entroterra del paese realizzando l'opera Le Prénom.

### Vita privata
Dal 2001 ha avuto una relazione con l'attore Nicolás Vázquez, il 22 aprile 2006 si sposano, ma divorziarono il 15 agosto 2007.

## Filmografia

### Cinema
- No muertos, regia di Alexis Puig (1999)
- Causa efecto, regia di Hernán Findling (2001)
- Cautiva, regia di Gastón Biraben (2003)
- Vecinos, regia di Rodolfo Durán (2008)
- Yo soy así, Tita de Buenos Aires, regia di Teresa Constantini (2017)
- Familia sumergida, regia di María Alche (2018)
- Shalom Taiwán, regia di Walter Tejblum (2019)

### Televisione
- Superclán (1990)
- La forza dell'amore (Nano) – serial TV (1994)
- De corazón – serial TV (1997)
- Cebollitas – serial TV (1997)
- Gasoleros – serial TV (1998)
- Muñeca brava – serial TV (1998)
- Calientes – serial TV (2000)
- Ilusiones – serial TV (2000)
- Tiempo final – serie TV (2002)
- Son amores – serial TV (2002)
- Padre Coraje – serial TV (2004)
- ¿Quién es el jefe? – serie TV (2005)
- Flor - Speciale come te (Floricienta) – serial TV (2005)
- Botines – serie TV (2005)
- Juanita, la soltera – serial TV (2006)
- B&B – serie TV (2008)
- Teen Angels (Casi Ángeles) – serial TV (2009-2010)
- Cuando me sonreís – serial TV (2011)
- Boyando (2012)
- Historias de corazón (2013)
- Aliados – serie TV (2013-2014)
- Cuatro reinas (2015)
- Junior Express – programma TV (2015)
- Esperanza mía – serial TV (2015)
- El mal menor (2015)
- Argentina, tierra de amor y venganza – serial TV (2019)

## Teatro
- El graduado (2005)
- Illia (¿Quién va a pagar todo esto?) (2009)
- Te voy a matar mamá (2011)
- Los Fantasmas de la Patria (2011)
- Le prénom (2013-2016)
- Perfectos desconocidos (2018)

## Riconoscimenti
- Premio Martín Fierro
  - 2005 – Candidatura alla miglior attrice non protagonista in dramma per Padre Coraje
  - 2005 – Candidatura come rivelazione per Padre Coraje[3]
- Condor d'argento
  - 2006 – Candidatura come rivelazione femminile per Cautiva[4]